# ハンス・アイスラー

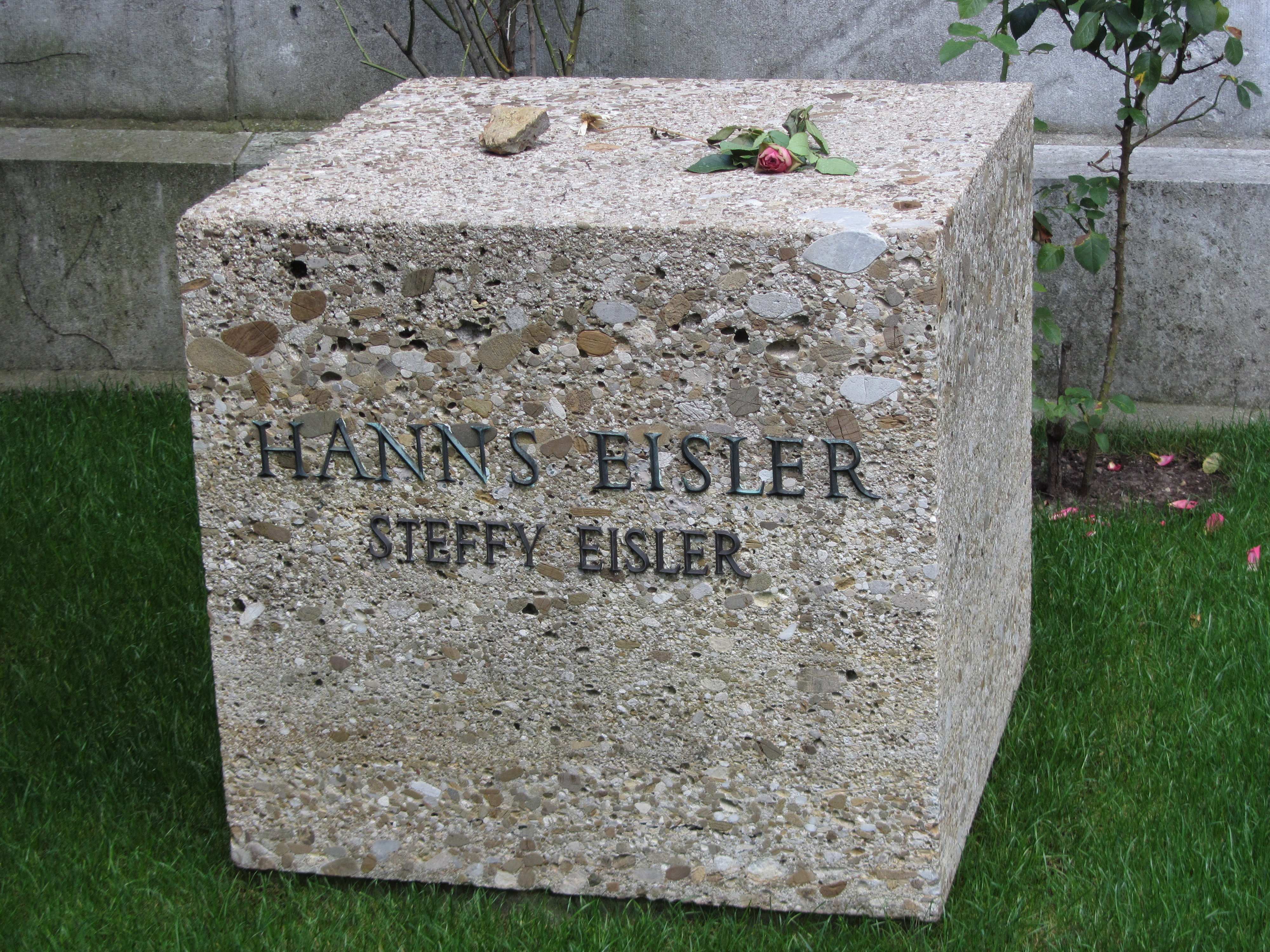
ハンス・アイスラーの墓

ハンス・アイスラー（Hanns Eisler, 1898年7月6日 - 1962年9月6日）は、ドイツの作曲家。ライプツィヒ生まれのアシュケナジム・ユダヤ人。
若くして新ウィーン楽派のアントン・ヴェーベルン、アルバン・ベルクとならぶ、アルノルト・シェーンベルクの三人の高弟のひとりとなるが、音楽上、政治上の対立から訣別。次いで、労働運動、共産主義運動に目を向け、劇作家ベルトルト・ブレヒトと協働するようになり、演劇や映画関係の歌曲を数多く残す。
こうして、現代における音楽の社会的機能をきわめて真摯に考察した、音楽上の思想家となった。
ナチス台頭で米国に亡命して難を逃れ、ハリウッドでは映画音楽などでチャールズ・チャップリンらに協力。第二次大戦終結後マッカーシズムで共産主義者の疑いを受け国外追放となる。ベルリンに戻り、ふたつのドイツのうち、ためらわず東ドイツを選んで居を定め、偏狭なスターリニズムと闘い、あるいは妥協しながら独自の音楽をつくる。東ドイツの国歌『廃墟からの復活』の作曲者である。

## 生涯

### 第一期: 音楽修業のあゆみ ( - 1924)
1898年7月6日 ライプツィヒ生まれ。独学で音楽を学びはじめるが、やがて第一次世界大戦のハンガリー戦線から帰還してのち、ウィーンのウニヴェルザール出版（Universal Edition）の校正係をつとめる。
1919年から1923年までアントン・ヴェーベルン（Anton Webern）、アルバン・ベルクとともにアルノルト・シェーンベルクに師事する高弟となり、1925年からベルリンで曲作り、音楽指導の生活に入る。新ウィーン楽派の作曲家としての道を歩む。

### 第二期: ブレヒトとの協働 (1925 - 1932)

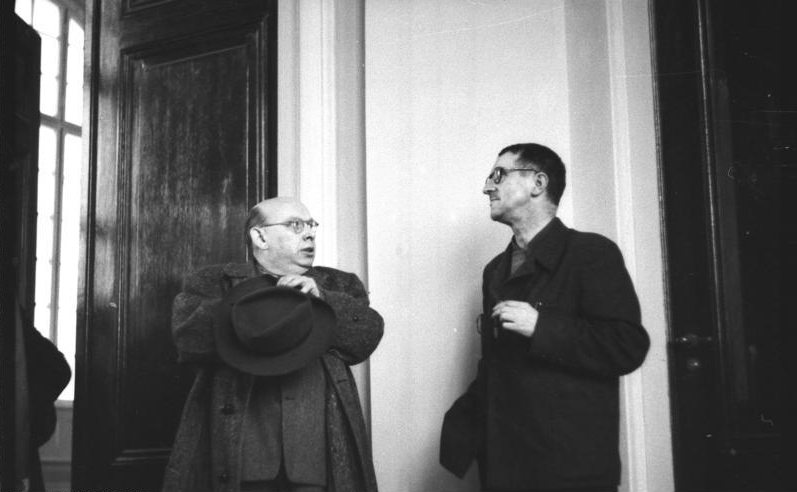
ブレヒトとアイスラー

1926年、アイスラーは同じユダヤ系で師匠のアルノルト・シェーンベルクに手紙を送りつけ、弟子であるにもかかわらず師匠を破門、ドイツ共産党に入党。これには師の十二音技法が民衆の求めるものから乖離しているという音楽上の理由とシェーンベルクが君主制支持の反民主主義者であるという政治上の理由があったとされる。
シェーンベルクの指導による初期の批評的な音楽から、ジャズに影響を受けたシンプルな形式の曲へとスタイルを変えていく。作曲する曲はマルクス主義を反映した政治的なものが多くなり、ベルトルト・ブレヒトと協働、ブレヒトが作詞した曲を書くようになる（たとえば、『処置』や『母』など）。こうして新ウィーン楽派から離れ、以後は独自の道を歩むことになる。
この時期に作曲された、もっとも規模が大きい曲は1935年から1957年にかけて書かれた『ドイツ交響曲』で、反ファシズム抵抗カンタータとなって結実する。この作品はこんにちにいたるまで、ほとんどひとに知られることなく、また、演奏されることの少ない曲のひとつであった。しかし、ここ十数年の間に相次いで CD が発表されるようになり、知名度が高まってきている（、 など数多い）。

### 第三期: 米国亡命生活 (1933 - 1947)
1930年代のはじめ、アイスラーの活動はナチスによって禁止され、1933年からソ連、パリ、ロンドン、ニューヨーク、プラハ、モスクワなど各地で精力的に講演・演奏旅行や音楽監督をこなす。
1938年に米国へ移住（亡命）したアイスラーは、チャールズ・チャップリンの音楽顧問を引き受けるなど、映画音楽の企画・作曲の仕事に従事。『死刑執行人もまた死す』と『孤独な心』（None But the Lonely Heart） でアカデミー賞にノミネートされた。

### 第四期: 国外追放で東独へ (1948 - 1962)
1947年、ハリウッドで下院非米活動委員会（House Committee on Un-American Activities - いわゆる赤狩り）の喚問・審問を受け、共産主義の支持者との疑いで1948年、米国から実質的に国外追放となった。ヨーロッパに戻ったアイスラーは、ためらうことなく東ドイツに居を定め（ちなみに、ブレヒトはオーストリアに定住した）、東ドイツの国歌『廃墟の中から甦り』（『廃墟からの復活』とも訳される）や劇場音楽、映画音楽、テレビ用音楽を手がけ、労働者合唱団を指導。この時期のアイスラーの曲は主にヨハネス・ベッヒャーの詩につけられたものが数多い。
1955年、アラン・レネ監督によるアウシュヴィッツのドキュメンタリー映画『夜と霧』で音楽を担当。
1962年9月6日、ベルリンで死去。64歳(死因は不明)。現在ベルリンには、彼の名を冠したベルリン・ハンス・アイスラー音楽大学(Hochschule für Musik „Hanns Eisler“ Berlin)がある。

## 作品

### 代表作
- 『処置』（Die Massnahme, 1930）
- 『母』（Die Mutter, 1931）
- 『連帯の歌』（Solidaritätslied, 1931年）
- 『統一戦線の歌』（Einheitsfrontlied, 1934年）
- 『ドイツ交響曲』（Deutsche Sinfonie, 1939年）
- 映画『死刑執行人もまた死す』（'Hangmen Also Die', 1943年）の音楽
- ドイツ民主共和国国歌『廃墟の中からよみがえり（廃墟からの復活）』（1949年）
- 映画『夜と霧』（Nuit et brouillard, 1955年）の音楽

とりわけ『統一戦線の歌』と『連帯の歌』はスペイン市民戦争（Spanish Civil War）で各国から馳せ参じた義勇兵に唱われ、世界中に伝わったため、独立運動や労働運動の中で歌われるいわゆる革命歌として、いまでも世界的に愛唱される曲となっている。

### その他の作品
- 秘密の配備 - 反ファシズムの労働歌。

## 関連文献
- Internationale Hanns Eisler Gesellschaft - The International Hanns Eisler Society （英語） （ドイツ語）
- EislerMusic.com （英語）
- Hochschule für Musik "Hanns Eisler", Berlin （英語） （ドイツ語）
- Biographie: Hanns Eisler - Deutsches Historisches Museum, Berlin （ドイツ語）
- Deutsches Historisches Museum, Berlin: Portraitphoto von Hanns Eisler （ドイツ語）